# Hersby gårdsmagasin

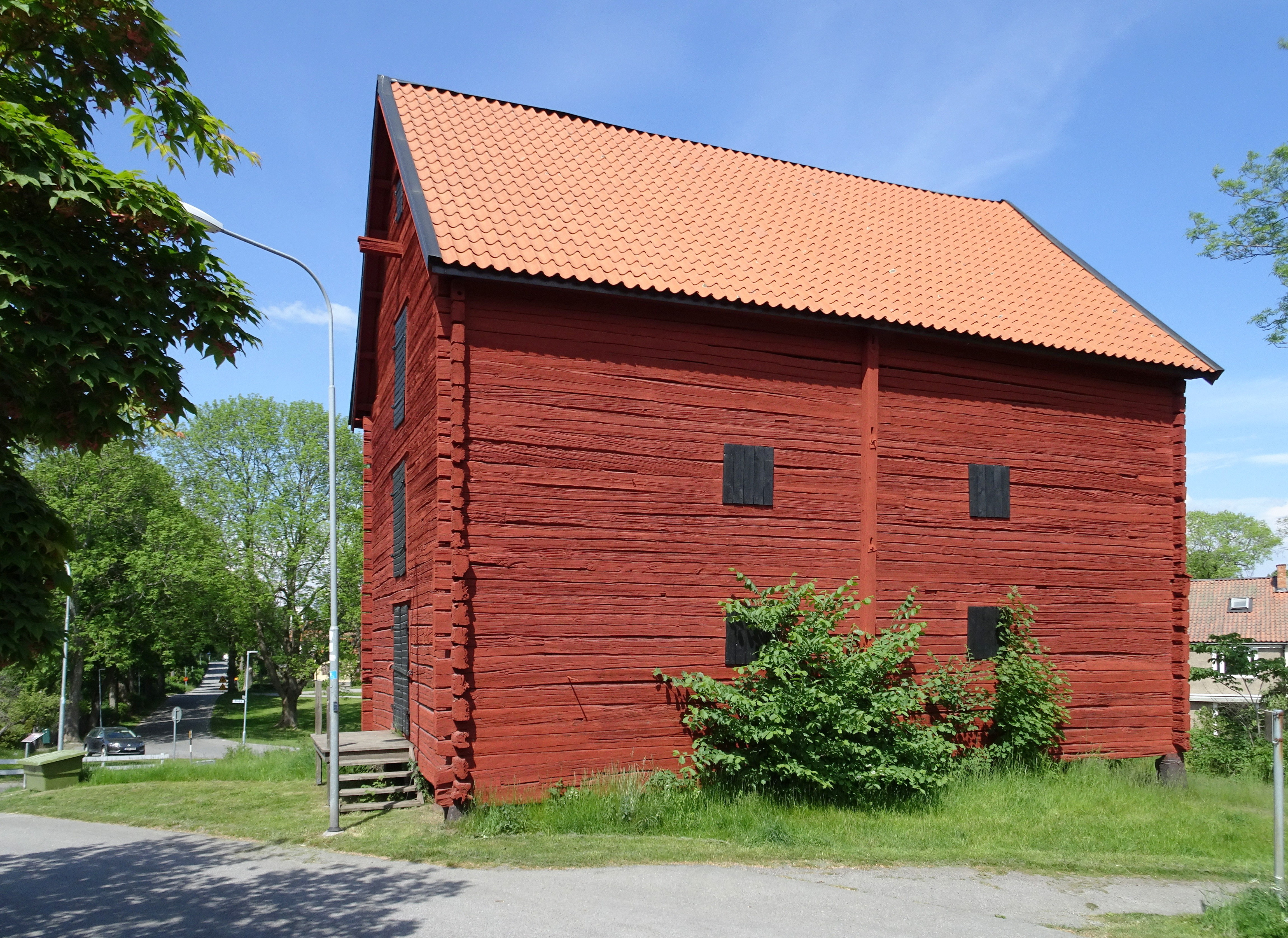
Hersby gårds sädesmagasin, juni 2021.

Hersby gårdsmagasin är en kulturhistoriskt värdefull byggnad i kommundelen Hersby i Lidingö kommun, Stockholms län. Den k-märkta magasinsbyggnaden står på en mindre kulle i början av Slåttervägen och tillhörde Hersby gård, en av Lidingöns så kallade huvudgårdar.

## Historik

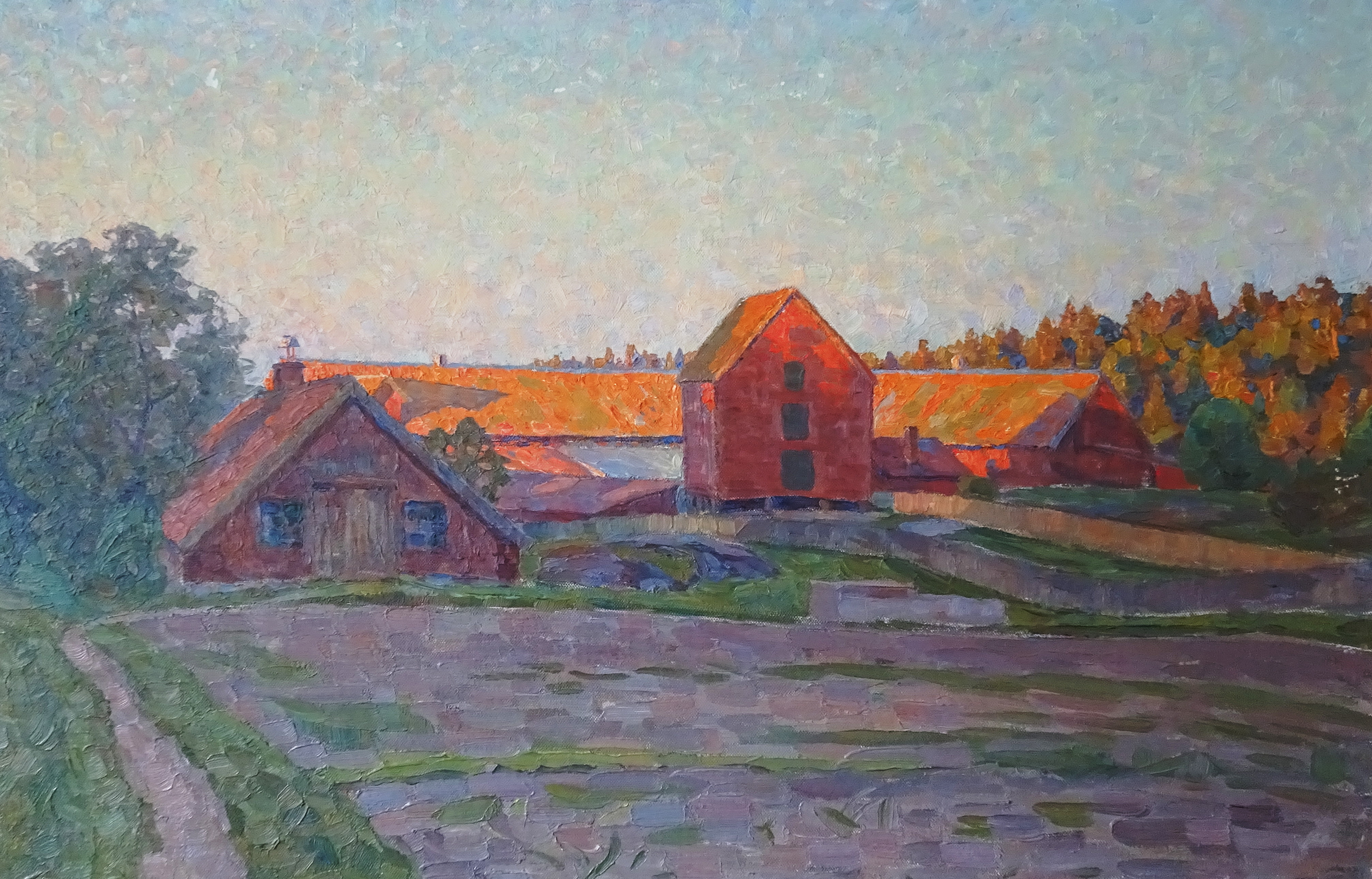
Gårdens ekonomibyggnader 1932, målning av Carl Johansson.

Gårdsmagasinet är knuttimrat i två våningar samt vind under ett brant sadeltak. Byggnaden uppfördes i början av 1800-talet cirka 170 meter sydost om Hersby gårds huvudbebyggelse och var avsedd för förvaring av spannmål. Strax öster om magasinet utbredde sig gårdens övriga ekonomibyggnader. På en målning av konstnären Carl Johansson framgår gårdsmiljön som den tedde sig på 1930-talet.
Den 15 september 1940 förstördes gårdens ekonomibyggnader i en förödande brand, enbart magasinsbyggnaden kunde räddas. Även en kreatursbesättning på 200 kor, två tjurar, sju hästar, 60 grisar och många höns samt två mindre lastbilar blev lågornas rov. 
På platsen för de nedbrunna ekonomibyggnaderna uppfördes 1948–1954 Radhusområdet Hersby Gärde och söder om magasinet byggdes mellan 1949 och 1955 Radhusområdet Hersby Åker. Magasinsbyggnaden är k-märkt i stadsplanen från 1952 och tillhör en av Lidingö stads ”kulturhistoriska miljöer” enligt kommunens översiktsplan från 27 maj 2002.

### Historiska bilder
| Branden, september 1940. |  | Magasinet på 1940-talet. |
| Branden, september 1940. |  | Magasinet på 1940-talet. |